# Hollenbach
Hollenbach, Bavaria este o comună din districtul Aichach-Friedberg, landul Bavaria, Germania.